# Regiel górny

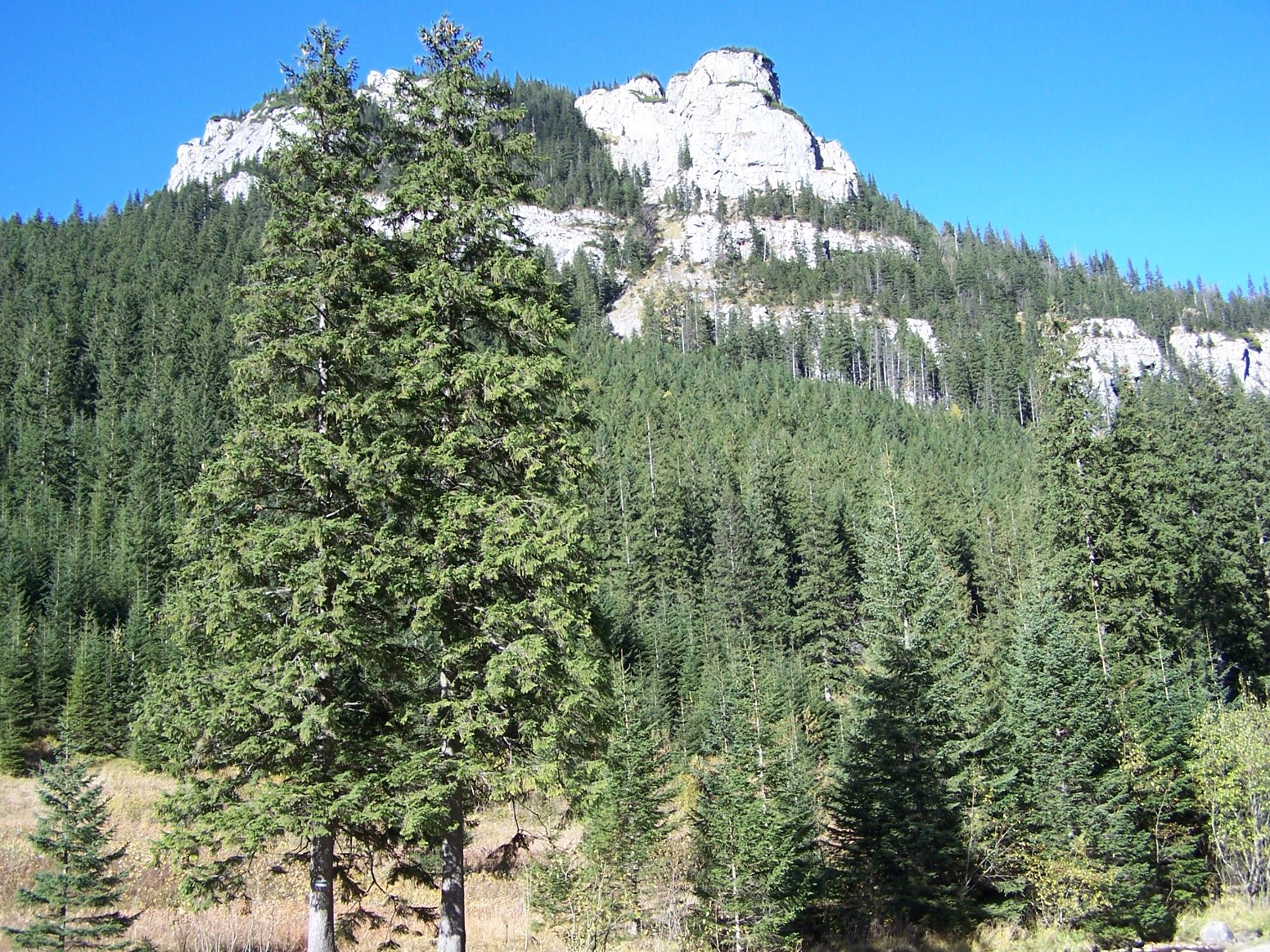
Górnoreglowe lasy świerkowe, sosny limby oraz olchy szare porastające zbocza Stołów w Dolinie Kościeliskiej

Regiel górny – piętro roślinne usytuowane powyżej regla dolnego a poniżej piętra kosodrzewiny, czyli poniżej górnej granicy lasu.
W Tatrach występuje ono na wysokości od 1200-1250 do 1550 m n.p.m., w Gorcach na wysokości powyżej 1150 m, na Babiej Górze na wysokości od 1150 do 1390 m, w Wielkiej Fatrze na wysokości od 1000-1200 do 1200-1400 (lokalnie do 1500) m, w Gorganach na wysokości od 920 do 1450 m, w Czarnohorze od 1300 do 1450-1560 m, w Połoninach Hryniawskich i Górach Czywczyńskich od 1300 do 1670 m, w Masywie Śnieżnika na wysokości od 1000 do 1250 m, w Karkonoszach na wysokości od 1000 do 1250-1300, miejscami do 1360 m.
W reglu górnym przeważa świerk pospolity. W górnych jego partiach, gdzie las przechodzi w piętro kosodrzewiny występuje tzw. górna granica lasu. Ma postać falistej linii wznoszącej się na grzbietach górskich i opadającej na dnie dolin. Obecnie, na skutek presji człowieka, granice pięter regla dolnego i regla górnego w znacznym stopniu są zatarte.
W Karpatach w reglu górnym gatunkiem dominującym jest świerk. W reglu górnym w Tatrach w runie leśnym charakterystycznymi gatunkami są: paprotnik ostry, podrzeń żebrowiec, gruszyczka jednokwiatowa, listera sercowata, kosmatka żółtawa, żłobik koralowaty, a z mchów Plagothecium undulatum, Hylocomium umbratum, Rhyitidiadelphus loreus.
Podobna roślinność występuje w tajdze.